# Демінська
Де́мінська (рос. Деминская) — присілок у складі Котельницького району Кіровської області, Росія. Входить до складу Котельницького сільського поселення.
Населення становить 9 осіб (2010, 7 у 2002).
Національний склад станом на 2002 рік — росіяни 71 %, українці 29 %.